# Primera División (Chile) 1997 Apertura
Die Primera División 1997 Apertura, auch unter dem Namen Campeonato Nacional Copa Banco del Estado 1997 bekannt, war die 65. Ausspielung der Primera División, der höchsten Spielklasse im Fußball in Chile. Das Spieljahr wurde erstmals in zwei eigenständige Halbjahresmeisterschaften, der Torneo Apertura und der Torneo Clausura, aufgeteilt.
Die Meisterschaft der Apertura gewann das Team von Universidad Católica und somit seinen 7. Titel der Primera División. Das Team qualifizierte sich damit auch für die Copa Libertadores 1998. An der Copa Conmebol 1997 nahm der Drittplatzierte der Apertura Universidad de Chile teil. Die Copa Chile 1997 wurde nicht ausgespielt.
Die Absteiger werden am Ende der Clausura anhand der Gesamttabelle ermittelt.

## Modus
Erstmals wird die Saison in Apertura und Clausura aufgeteilt und somit auch zwei Meister ermittelt. Die 16 Mannschaften spielen im Jeder-gegen-jeden-Modus je einmal in der Apertura und der Clausura gegeneinander. Meister sind jeweils die Mannschaften mit den meisten Punkten der Ligatabelle und qualifizieren sich für die Copa Libertadores. Bei Punktgleichheit entscheidet ein Entscheidungsspiel um die bessere Position, wenn es um die Meisterschaft geht. In den anderen Fällen entscheidet das Torverhältnis. Die Absteiger in die zweite Liga werden anhand der Punktzahl der Gesamttabelle nach Ende der Clausura ermittelt.

## Teilnehmer
Die Absteiger der Vorsaison CD O’Higgins und Regional Atacama wurden durch die Aufsteiger Deportes La Serena und Deportes Puerto Montt ersetzt. Folgende Vereine nahmen daher an der Meisterschaft 1997 teil:
| Mannschaft            | Stadt             |
| --------------------- | ----------------- |
| Audax Italiano        | Santiago de Chile |
| CD Cobreloa           | Calama            |
| CSD Colo-Colo         | Santiago de Chile |
| Coquimbo Unido        | Coquimbo          |
| Deportes Antofagasta  | Antofagasta       |
| Deportes Concepción   | Concepción        |
| Deportes La Serena    | La Serena         |
| Deportes Puerto Montt | Puerto Montt      |
| Deportes Temuco       | Temuco            |
| CD Huachipato         | Talcahuano        |
| CD Palestino          | Santiago de Chile |
| Provincial Osorno     | Osorno            |
| Santiago Wanderers    | Valparaíso        |
| Unión Española        | Santiago de Chile |
| Universidad Católica  | Santiago de Chile |
| Universidad de Chile  | Santiago de Chile |

## Ligatabelle
| Pl.                                | Verein                    | Sp. | S  | U | N  | Tore    | Diff. | Punkte |
| ---------------------------------- | ------------------------- | --- | -- | - | -- | ------- | ----- | ------ |
| 1.                                 | Universidad Católica      | 15  | 11 | 4 | 0  | 036:130 | +23   | 37     |
| 2.                                 | CSD Colo-Colo (M, P)      | 15  | 11 | 4 | 0  | 027:120 | +15   | 37     |
| 3.                                 | Universidad de Chile      | 15  | 8  | 6 | 1  | 031:140 | +17   | 30     |
| 4.                                 | Deportes Temuco           | 15  | 7  | 1 | 7  | 026:180 | +8    | 22     |
| 5.                                 | CD Cobreloa               | 15  | 6  | 4 | 5  | 026:220 | +4    | 22     |
| 6.                                 | Deportes Concepción       | 15  | 6  | 4 | 5  | 021:260 | −5    | 22     |
| 7.                                 | CD Huachipato             | 15  | 5  | 5 | 5  | 020:130 | +7    | 20     |
| 8.                                 | Coquimbo Unido            | 15  | 6  | 2 | 7  | 028:260 | +2    | 20     |
| 9.                                 | Santiago Wanderers        | 15  | 4  | 8 | 3  | 024:240 | ±0    | 20     |
| 10.                                | Deportes La Serena (N)    | 15  | 5  | 3 | 7  | 023:250 | −2    | 18     |
| 11.                                | Provincial Osorno         | 15  | 3  | 8 | 4  | 016:180 | −2    | 17     |
| 12.                                | CD Palestino              | 15  | 4  | 4 | 7  | 012:240 | −12   | 16     |
| 13.                                | Audax Italiano            | 15  | 3  | 6 | 6  | 021:240 | −3    | 15     |
| 14.                                | Unión Española            | 15  | 4  | 1 | 10 | 015:350 | −20   | 13     |
| 15.                                | Deportes Puerto Montt (N) | 15  | 2  | 4 | 9  | 018:290 | −11   | 10     |
| 16.                                | Deportes Antofagasta      | 15  | 2  | 2 | 11 | 014:310 | −17   | 08     |
| Quelle: rsssf.org, Stand: Endstand |                           |     |    |   |    |         |       |        |

| (M) | Vorjahresmeister     |
| (P) | Vorjahrespokalsieger |
| (N) | Aufsteiger           |

## Entscheidungsspiel um die Meisterschaft
|               | Gesamt |                      | Hinspiel | Rückspiel |
| ------------- | ------ | -------------------- | -------- | --------- |
| CSD Colo-Colo | 1:3    | Universidad Católica | 1:0      | 0:3       |

CSD Colo-Colo konnte das Hinspiel durch das Tor von Ivo Basay in der 87. Spielminute gewinnen. Im Rückspiel ging Universidad Católica früh durch Alberto Acosta in Führung. In der 23. Spielminute erhöhte David Bisconti für den Universitätsklub. 12 Minuten vor Spielende entschied Ricardo Lunari die Partie mit dem dritten Tor für Universidad Católica. Damit gewann Universidad Católica die Meisterschaft der Apertura und qualifizierte sich für die Copa Libertadores 1998.

## Beste Torschützen
| Rang | Spieler         | Klub                  | Tore |
| ---- | --------------- | --------------------- | ---- |
| 1    | David Bisconti  | Universidad Católica  | 15   |
| 2    | Walter Otta     | Deportes Puerto Montt | 11   |
| 3    | Alberto Acosta  | Universidad Católica  | 10   |
| 4    | Rodrigo Barrera | Universidad de Chile  | 9    |
|      | Sergio Gioino   | Provincial Osorno     | 9    |